# 폭류
폭류(暴流, 瀑流)는 다음의 분류, 그룹 또는 체계의 한 요소이다.
- 번뇌의 여러 다른 이름 가운데 하나이다.
- 번뇌의 여러 다른 이름 가운데 하나인 액(軛)과 그 뜻은 따르지만, 그 실체 즉 자성(自性)은 동일하다.[7]
- 대승불교의 유식유가행파의 심식론에서 제8아뢰야식이 끊임없이 흐르는 거센 물결처럼 항상 왕성하게 작용하는 것을 가리킨다. 제7말나식이 아뢰야식의 이 끊임없는 작용(견분)을 자내아로 오인하여 항상 4번뇌를 일으킨다.

폭류(暴流, 瀑流)의 문자 그대로의 뜻은 사나운 흐름[暴流] 또는 폭포수 같은 흐름[瀑流]으로, 번뇌의 여러 다른 이름 가운데 하나이다. 홍수가 나면  사람 · 짐승 · 집 · 산림 등이 휩쓸려 유실되듯이 번뇌가 온갖 선한 품류를 유실하게 하므로 폭류라고 한다. 폭하(暴河)라고도 한다.
통상적으로 폭류는 욕폭류(欲暴流) · 유폭류(有暴流) · 견폭류(見暴流) · 무명폭류(無明暴流)의 4폭류(四暴流: 4가지 사나운 흐름)로 나뉜다.
4폭류는 욕액(欲軛) · 유액(有軛) · 견액(見軛) · 무명액(無明軛)의 4액(四軛: 4가지 멍에)과 일치한다. 즉, 각각에 포함되는 번뇌가 서로 일치한다. 즉, 실체 즉 자성(自性)이라는 측면에서는 4폭류와 4액은 동일하다. 하지만, 그 뜻 즉 의미에 있어서는 폭류(暴流: 사나운 흐름)와 액(軛: 멍에)으로 차이가 있다.

## 폭류의 뜻
《유가사지론》 8권과 84권, 《집론》 제4권, 《구사론》 제20권, 《현종론》 27권, 《입아비달마론》 상권에 따르면, 폭류(暴流)에는 다음과 같은 뜻이 있다.
- 심난도(深難渡): 건너기 어려움, 환멸연기의 어려움
- 순류표(順流漂): 유전연기의 흐름을 따라 떠내려감
- 순류표익(順流漂溺): 유전연기의 흐름을 따라 떠내려가 익사함
- 수류표고(隨流漂鼓): 유전연기의 흐름에 따라 떠내려가 휘둘림
- 극표선품(極漂善品): 선품을 극심히 떠내려가게 함
- 표탈승사(漂奪勝事): 뛰어난 일을 떠내려가게 하여 빼앗음

## 경론별 설명

### 유가사지론
대승불교의 유식유가행파의 논서 《유가사지론》 제8권과 제89권에 따르면,
폭류(暴流)는 번뇌의 다른 이름인 결(結) · 박(縛) · 수면(隨眠) · 수번뇌(隨煩惱) · 전(纏) · 폭류(暴流) · 액(軛) · 취(取) · 계(繫) · 개(蓋) · 주올(株杌) · 구(垢) · 상해(常害) · 전(箭) · 소유(所有) · 근(根) · 악행(惡行) · 누(漏) · 궤(匱) · 소(燒) · 뇌(惱) · 유쟁(有諍) · 화(火) · 치연(熾然) · 조림(稠林) · 구애(拘礙) 가운데 하나이다.
폭류(暴流)는 심난도(深難渡)와 순류표(順流漂)를 뜻한다. 즉, 번뇌가 매우 건너기 어려운 것이며 유정으로 하여금 흐름에 따라 떠내려가게 한다는 것을 뜻한다.
폭류(暴流)는 특히 욕폭류(欲暴流) · 유폭류(有暴流) · 견폭류(見暴流) · 무명폭류(無明暴流)의 4폭류(四暴流)를 말한다. 4폭류와 4액(四軛)은 의미 즉 뜻의 측면에서는 서로 다르지만 실체 즉 자성의 측면에서는 서로 동일하다.

### 집론·잡집론
대승불교의 유식유가행파의 논서 《집론》 제4권과 《잡집론》 제6권과 제7권에 따르면,
폭류(暴流)는 번뇌의 다른 이름인 결(結) · 박(縛) · 수면(隨眠) · 수번뇌(隨煩惱) · 전(纏) · 폭류(暴流) · 액(軛) · 취(取) · 계(繫) · 개(蓋) · 주올(柱杌) · 구(垢) · 소해(燒害) · 전(箭) · 소유(所有) · 악행(惡行) · 누(漏) · 궤(匱) · 열(熱) · 뇌(惱) · 쟁(諍) · 치연(熾然) · 조림(稠林) · 구애(拘礙) 가운데 하나이다. 참고로, 《집론》에서는 폭류(暴流: 사나운 흐름)라고 하고 있고 《잡집론》에서는 폭류(瀑流: 폭포수 같은 흐름)라고 하고 있다.
폭류(暴流)는 수류표고(隨流漂鼓)를 뜻한다. 즉, 번뇌가 유정으로 하여금 유전연기의 흐름에 따라 떠내려가 휘둘리게 한다는 것을 뜻한다. 그리고 이와 같은 일은 유정이 잡염 즉 번뇌에 수순(隨順)함으로 인해 일어난다.
폭류(暴流)는 특히 욕폭류(欲暴流) · 유폭류(有暴流) · 견폭류(見暴流) · 무명폭류(無明暴流)의 4폭류(四暴流)를 말한다. 4폭류와 4액(四軛)은 의미 즉 뜻의 측면에서는 서로 다르지만 실체 즉 자성의 측면에서는 서로 동일하다.

## 분류

### 4폭류
통상적으로 폭류는 욕폭류(欲暴流) · 유폭류(有暴流) · 견폭류(見暴流) · 무명폭류(無明暴流)의 4폭류(四暴流: 4가지 사나운 흐름)로 나뉜다. 4폭류는 4류(四流: 4가지 흐름) · 4대폭하(四大暴河: 4가지 사나운 홍수) 또는 4폭하(四瀑河: 4가지 폭포수)라고도 한다.

## 같이 보기
- 3도: 견도 · 수도 · 무학도
  - 견도: 16심 · 고법지인
  - 무학도: 34심
  - 성문 수행계위: 4향4과 - 10결(= 5하분결 + 5상분결)
  - 보살 수행계위: 52위
- 현관: 4제현관 · 6현관
- 유루와 무루
- 번뇌의 해석
- 번뇌의 다른 이름
  - 개 · 결 · 계 · 구 · 구애 · 궤 · 근 · 뇌 · 누 · 박 · 상해 · 소 · 소유 · 소해 · 수면 · 수번뇌 · 악행 · 액 · 열 · 유쟁 · 쟁 · 전 · 전 · 조림 · 주올 · 취 · 치연 · 폭류 · 화
- 번뇌의 작용
- 번뇌의 분류
  - 3루
  - 4액
  - 4취
  - 4폭류
  - 5부: 견고소단 · 견집소단 · 견멸소단 · 견도소단 · 수도소단 = 견소단 + 수소단
  - 5주지번뇌
  - 견혹 + 수혹 = 견소단 + 수소단 = 미리혹 + 미사혹 = 분별기 + 구생기
  - 근본번뇌 + 수번뇌
  - 번뇌장 + 소지장
- 번뇌 = 근본번뇌 + 수번뇌
  - 근본번뇌 = 수면
    - 3근본번뇌: 탐 · 진 · 치
    - 6수면: 탐 · 진 · 만 · 무명 · 견 · 의
    - 7수면: 욕탐 · 진 · 유탐 · 만 · 무명 · 견 · 의
    - 10수면: 탐 · 진 · 만 · 무명 · 유신견 · 변집견 · 사견 · 견취 · 계금취 · 의
    - 12수면: 욕탐 · 진 · 색탐 · 무색탐 · 만 · 무명 · 유신견 · 변집견 · 사견 · 견취 · 계금취 · 의
    - 98근본번뇌(설일체유부)
      - 견혹 = 견소단 = 미리혹 = 분별기: 설일체유부의 88근본번뇌
      - 수혹 = 수소단 = 미사혹 = 구생기: 설일체유부의 10근본번뇌

    - 128근본번뇌(유식유가행파)
      - 견혹 = 견소단 = 미리혹 = 분별기: 유식유가행파의 112근본번뇌
      - 수혹 = 수소단 = 미사혹 = 구생기: 유식유가행파의 16근본번뇌

  - 수번뇌 = 전
    - 8전 · 10전 · 6번뇌구
    - 19수번뇌(설일체유부)
      - 소번뇌지법의 10가지 모두: 분 · 부 · 간 · 질 · 뇌 · 해 · 한 · 첨 · 광 · 교
      - 대불선지법의 2가지 모두: 무참 · 무괴
      - 대번뇌지법의 6가지 가운데 5가지: 방일 · 해태 · 불신 · 혼침 · 도거
      - 부정지법의 8가지 가운데 2가지: 수면 · 악작

    - 20수번뇌(유식유가행파)
      - 소수번뇌심소의 10가지 모두: 분 · 한 · 부 · 뇌 · 질 · 간 · 광 · 첨 · 해 · 교
      - 중수번뇌심소의 2가지 모두: 무참 · 무괴
      - 대수번뇌심소의 8가지 모두: 도거 · 혼침 · 불신 · 해태 · 방일 · 실념 · 산란 · 부정지
- 번뇌 = 잡염 = 유부무기 + 불선
  - 유부무기
    - 욕계의 번뇌의 일부 · 색계의 번뇌 · 무색계의 번뇌
    - 4근본번뇌(말나식의 4번뇌: 아치 · 아견 · 아만 · 아애)

  - 불선 · 악
    - 욕계의 번뇌의 대다수
    - 불선근
    - 5악 · 10악
- 번뇌 = 108번뇌 = 98수면 + 10전
- 번뇌 = 개: 5개
- 번뇌 = 결: 2결 · 3결 · 4결 · 5결 · 9결 · 10결(= 5하분결 + 5상분결) · 98결 · 108결
- 번뇌 = 구애: 3구애 · 5구애
- 번뇌 = 뇌: 3뇌
- 번뇌 = 누: 3루
- 번뇌 = 박: 3박 · 4박
- 번뇌 = 사: 7사 · 10사 · 98사 · 128사
- 번뇌 = 악행: 3악행
- 번뇌 = 취: 2취 · 4취

## 참고 문헌
- 곽철환 (2003). 《시공 불교사전》. 시공사 / 네이버 지식백과. |title=에 외부 링크가 있음 (도움말)
- 무착 지음, 현장 한역, 이한정 번역 (K.572, T.1605). 《대승아비달마집론》. 한글대장경 검색시스템 - 전자불전연구소 / 동국역경원. K.572(16-157), T.1605(31-663). |title=에 외부 링크가 있음 (도움말)
- 미륵 지음, 현장 한역, 강명희 번역 (K.614, T.1579). 《유가사지론》. 한글대장경 검색시스템 - 전자불전연구소 / 동국역경원. K.570(15-465), T.1579(30-279). |title=에 외부 링크가 있음 (도움말)
- 세친 지음, 현장 한역, 권오민 번역 (K.955, T.1558). 《아비달마구사론》. 한글대장경 검색시스템 - 전자불전연구소 / 동국역경원. K.955(27-453), T.1558(29-1). |title=에 외부 링크가 있음 (도움말)
- 안혜 지음, 현장 한역, 이한정 번역 (K.576, T.1605). 《대승아비달마잡집론》. 한글대장경 검색시스템 - 전자불전연구소 / 동국역경원. K.576(16-228), T.1606(31-694). |title=에 외부 링크가 있음 (도움말)
- 운허.  동국역경원 편집, 편집. 《불교 사전》. |title=에 외부 링크가 있음 (도움말)
- 중현 지음, 현장 한역, 권오민 번역 (K.957, T.1563). 《아비달마장현종론》. 한글대장경 검색시스템 - 전자불전연구소 / 동국역경원. K.957(28-1), T.1563(29-777). |title=에 외부 링크가 있음 (도움말)
- (영어) DDB. 《Digital Dictionary of Buddhism (電子佛教辭典)》. Edited by A. Charles Muller. |title=에 외부 링크가 있음 (도움말)
- (중국어) 무착 조, 현장 한역 (T.1605). 《대승아비달마집론(大乘阿毘達磨集論)》. 대정신수대장경. T31, No. 1605, CBETA. |title=에 외부 링크가 있음 (도움말)
- (중국어) 미륵 조, 현장 한역 (T.1579). 《유가사지론(瑜伽師地論)》. 대정신수대장경. T30, No. 1579. CBETA. |title=에 외부 링크가 있음 (도움말)
- (중국어) 佛門網. 《佛學辭典(불학사전)》. |title=에 외부 링크가 있음 (도움말)
- (중국어) 星雲. 《佛光大辭典(불광대사전)》 3판. |title=에 외부 링크가 있음 (도움말)
- (중국어) 세친 조, 현장 한역 (T.1558). 《아비달마구사론(阿毘達磨俱舍論)》. 대정신수대장경. T29, No. 1558, CBETA. |title=에 외부 링크가 있음 (도움말)
- (중국어) 안혜 조, 현장 한역 (T.1606). 《대승아비달마잡집론(大乘阿毘達磨雜集論)》. 대정신수대장경. T31, No. 1606, CBETA. |title=에 외부 링크가 있음 (도움말)
- (중국어) 중현 조, 현장 한역 (T.1563). 《아비달마장현종론(阿毘達磨藏顯宗論)》. 대정신수대장경. T29, No. 1563, CBETA. |title=에 외부 링크가 있음 (도움말)